# 射水魚屬
射水魚屬，為輻鰭魚綱鰺形目的其中一個屬，也是射水魚科的唯一属。本屬特殊的口腔結構讓射水魚可以噴射出水柱將停在植物上的昆蟲擊落水中以捕食之，故名。
射水魚能夠巧妙地修正水與空氣之間的光線折射角度以及重力導致的水柱拋物線扭曲，而不會因為視差或者昆蟲的位置而導致瞄準上出現偏差。某些射水魚可以精確地射中位於水面上兩公尺高的小昆蟲。科學家發現射水魚的這種能力是後天經過練習後得到的，射水魚也因此成為科學家研究魚類記憶與學習能力的矚目題材。

## 分類
射水魚科其下僅有一屬：
- 射水魚屬 Toxotes
  - 布氏射水魚 Toxotes blythii
  - 查達射水魚 Toxotes chatareus
  - 射水魚 Toxotes jaculatrix
  - 金伯利射水魚 Toxotes kimberleyensis
  - 洛氏射水魚 Toxotes lorentzi
  - 小鱗射水魚 Toxotes microlepis
  - 寡鱗射水魚 Toxotes oligolepis